# Atentados contra Alfonso XII

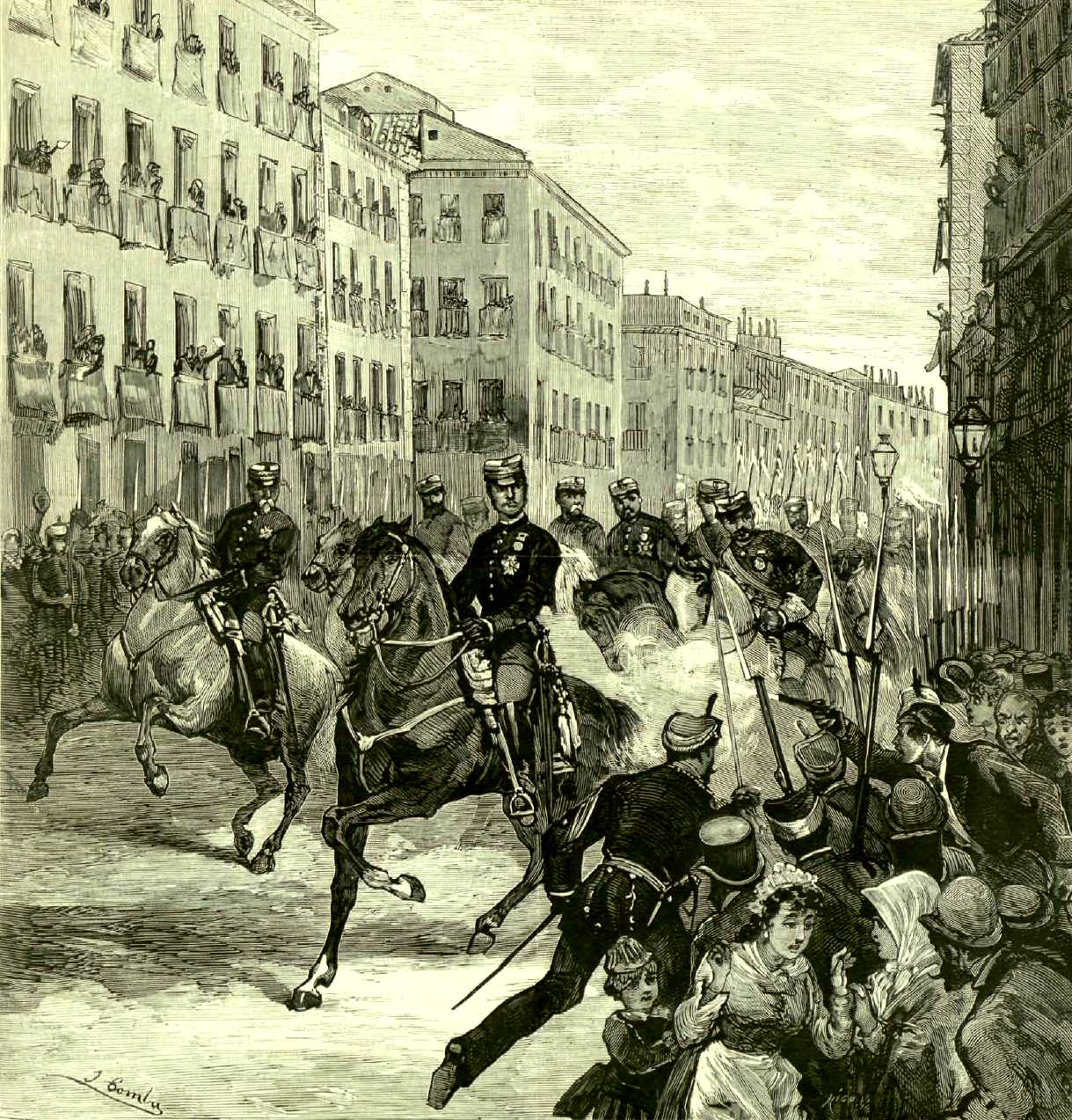
Grabado de la época que reproduce el momento en que el obrero anarquista Juan Oliva Moncasi dispara contra el rey Alfonso XII de España el 25 de octubre de 1878.

Los dos atentados contra Alfonso XII, rey de España, tuvieron lugar en octubre de 1878, el primero, y en diciembre de 1879, el segundo. Fueron perpetrados por anarquistas que aplicaban la nueva estrategia de la propaganda por el hecho aprobada por la Internacional anarquista en el Congreso de Verviers celebrado en 1877. En las dos ocasiones el rey Alfonso XII resultó ileso y los autores respectivos —el tonelero catalán Juan Oliva Moncusí, del de 1878; y el pastelero gallego Francisco Otero González, del de 1879— fueron detenidos, juzgados y ejecutados mediante garrote vil.

## Antecedentes
Desde 1874 la Federación Regional Española de la Asociación Internacional de Trabajadores (FRE-AIT) estaba prohibida y como consecuencia de ello estaba siendo objeto de una dura represión —unos dos mil internacionalistas fueron deportados a las Filipinas y a las islas Marianas; y a mediados de 1877 más de cien seguían en prisión—. El «obligado abandono de la lucha societaria, cotidiana y laboralista», según Josep Termes, contribuyó a la radicalización de la FRE-AIT, que subsistía en la clandestinidad, pero este hecho también se debió a la evolución del movimiento anarquista europeo hacia posiciones favorables al uso de la violencia por influencia del populismo y del nihilismo rusos, que se concretaron en el Congreso de Verviers de 1877 con la aprobación de la política de la «propaganda por el hecho» —que también fue apoyada por el delegado de la FRE Tomás González Morago—.

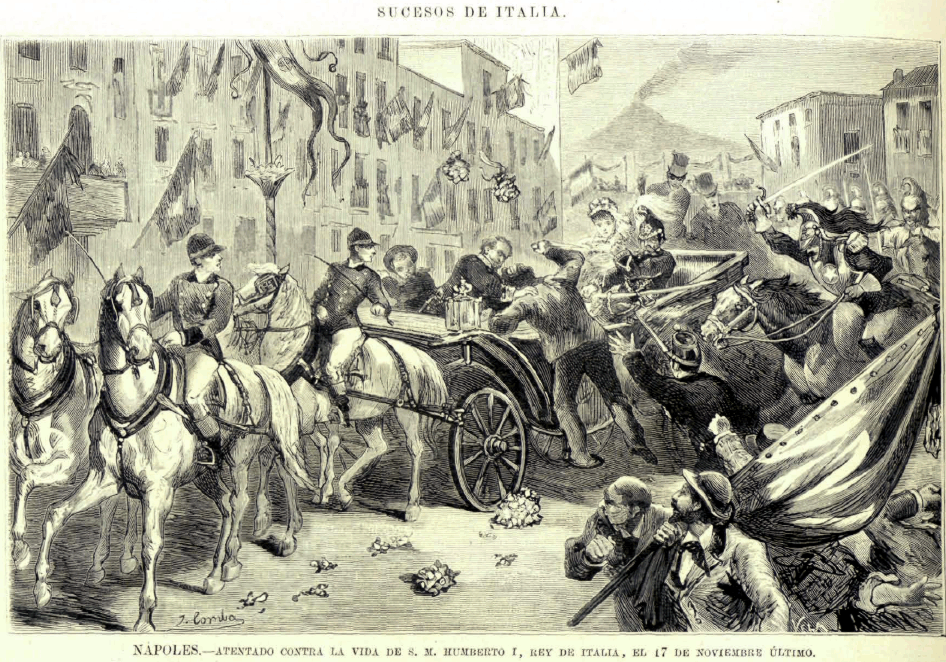
Atentando de Giovanni Passannante contra el rey Humberto I de Italia (17 de noviembre de 1878).

Aunque inicialmente la «propaganda por el hecho» se refería sobre todo a la acción insurreccional, comenzó a aplicarse a los atentados individuales, siguiendo el ejemplo del perpetrado en febrero de 1878 por Vera Zasúlich que disparó e hirió al coronel Fyodor Trepov, jefe de policía de San Petersburgo, y que causó un enorme impacto en Rusia y fuera de ella. A los pocos meses el emperador Guillermo I sufrió dos atentados fallidos perpetrados por los anarquistas alemanes Max Hödel y Karl Nobiling. En noviembre el anarquista italiano Giovanni Passannante intentó acabar con la vida del rey de Italia Humberto I. Un mes antes se había producido el primer atentado contra el rey de España Alfonso XII, también obra de un anarquista.

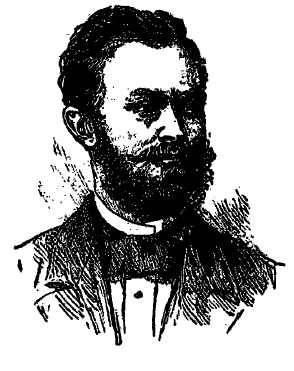
Retrato de Karl Nobiling, que intentó asesinar al emperador alemán Guillermo I.

Sobre los atentados contra el emperador alemán el periódico L'Avant-Garde, órgano de la federación francesa de la Internacional anarquista editado en La Chaux-de-Fonds, en el Jura suizo, por Paul Brousse —a quien precisamente se atribuye la invención del término «propaganda por el hecho»—, y donde colaboraba el anarcocomunista Piotr Kropotkin, publicó un artículo en el que hizo la apología del atentado, aunque con matices, como medio de propaganda de las ideas anarquistas:

La idea avanza apoyándose en dos fuerzas que se complementan: la influencia del acto, el poder de la teoría. Y si una de estas fuerzas influye más que la otra, se trata del Acto, no de la Teoría. Esto es por otra parte fácil de entender… Contad los abonados obreros de todos los periódicos, los obreros que compran folletos, los que frecuentan las asambleas y haced la suma. Contad luego la masa de trabajadores y comparad. No encontraréis un obrero sobre mil que pueda desarrollarse seriamente e instruirse teóricamente. Pero si... Hoedel dispara y falla; Nobiling dispara y hiere… nadie puede permanecer frío, indiferente. A favor o en contra, todo el mundo se agita. ¿Qué quieren, pues, estos asesinos?, se preguntan el obrero que va a la fábrica y el campesino que se dirige hacia el arado. […]
Pero he aquí un hecho más poderoso todavía porque es más fácil de entender. Una comuna proclama su independencia frente al poder central y unos hombres, republicanos como en 1792, socialistas como lo eran ya en 1871, establecen, organizan y hacen funcionar el sistema político que prefieran… Nosotros no hemos armado la pistola de Hoedel, ni introducido cartuchos en la carabina de Nobiling, porque sabíamos en primer lugar que el regicidio es una propaganda puramente republicana, y además que es muy fácil desnaturalizar las intenciones de los ejecutores.

Las conferencias «comarcales» (entiéndase, regionales) de la Federación Regional Española celebradas en septiembre de 1878 también manifestaron su simpatía por los autores de los atentados contra Guillermo I, «hombres que han tenido el suficiente ánimo y buena voluntad para atentar contra la vida de los opresores y explotadores del género humano y muy principalmente contra los que impiden el desarrollo de las ideas anarco-colectivistas».

## Desarrollo

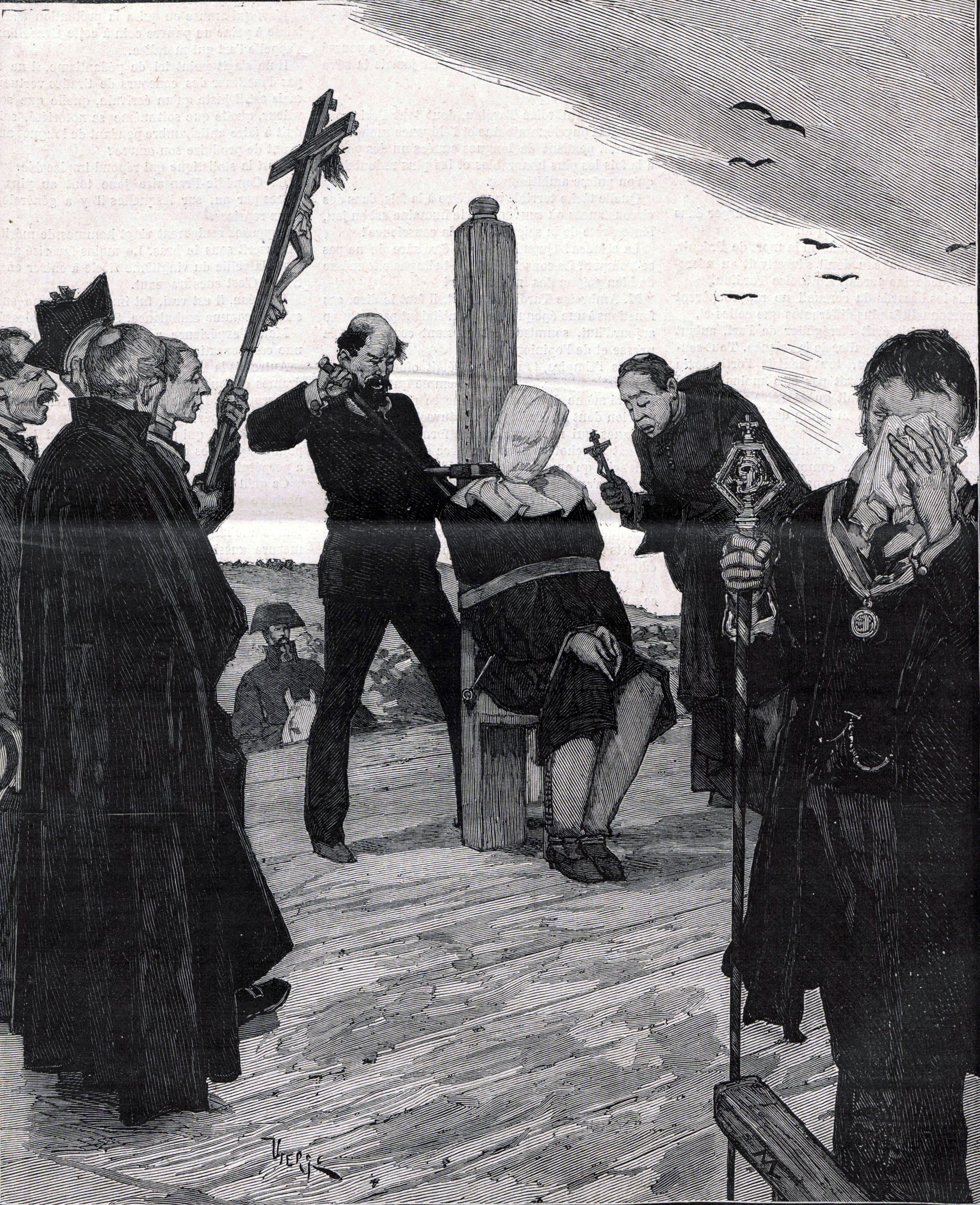
Ejecución de Oliva Moncasi el 4 de enero de 1879 en el Campo de Guardias de Chamberí

El primer atentado contra Alfonso XII tuvo lugar el 25 de octubre de 1878. El joven obrero tonelero catalán Juan Oliva Moncasi, admirador de Hödel y Nobiling —según un periódico había dicho que «no hi havia aqui a Espanya un home capás de imitarlos» ('que no había aquí en España un hombre capaz de imitarlos')—, disparó dos tiros contra el rey sin alcanzarle cuando éste hacía su entrada en Madrid de vuelta de un viaje por el norte de España. Fue detenido inmediatamente y el 4 de enero de 1879 fue ejecutado mediante garrote vil. El periódico L'Avant-Garde, que alabó la valentía de Oliva y su «gran servicio a la revolución», publicó la siguiente nota de un grupo de anarquistas españoles en apoyo del atentado:

Oliva, aunque no tenga una educación socialista profunda, no deja de ser un revolucionario de corazón y de instinto, y nosotros aceptamos la solidaridad moral que nos corresponde en su tentativa. El regicidio no es ciertamente el objetivo de nuestra asociación; ni siquiera es uno de los medios que hemos escogido… Guerra a las instituciones… y en la medida de lo posible paz a los hombres, tal ha sido durante mucho tiempo nuestra divisa. Pero, tras las grandes desgracias y los inmensos sacrificios que esta generosa táctica nos ha costado y nos sigue costando cada día, sería por nuestra parte una ingenuidad no reconocer que hay hombres que son un verdadero obstáculo para la transformación de las instituciones, y que éstas no podrán ser cambiadas prontamente sin hacer desaparecer tales obstáculos. […] Alfonso XII es además… la clave de bóveda de este orden burgués. Como no tiene sucesor legítimo, su muerte significaría necesariamente la revolución en España. Ahora bien, se ha dicho con razón que se sabe cómo comienzan las revoluciones, pero no cómo terminan. […]
La policía de este país… revela en todos sus actos la más odiosa arbitrariedad. Como es probable que los internacionalistas vayan a sufrirla, no creo equivocarme al presagiar que devolverán golpe por golpe y seguirán el camino que tan bien han mostrado sus hermanos de Rusia.

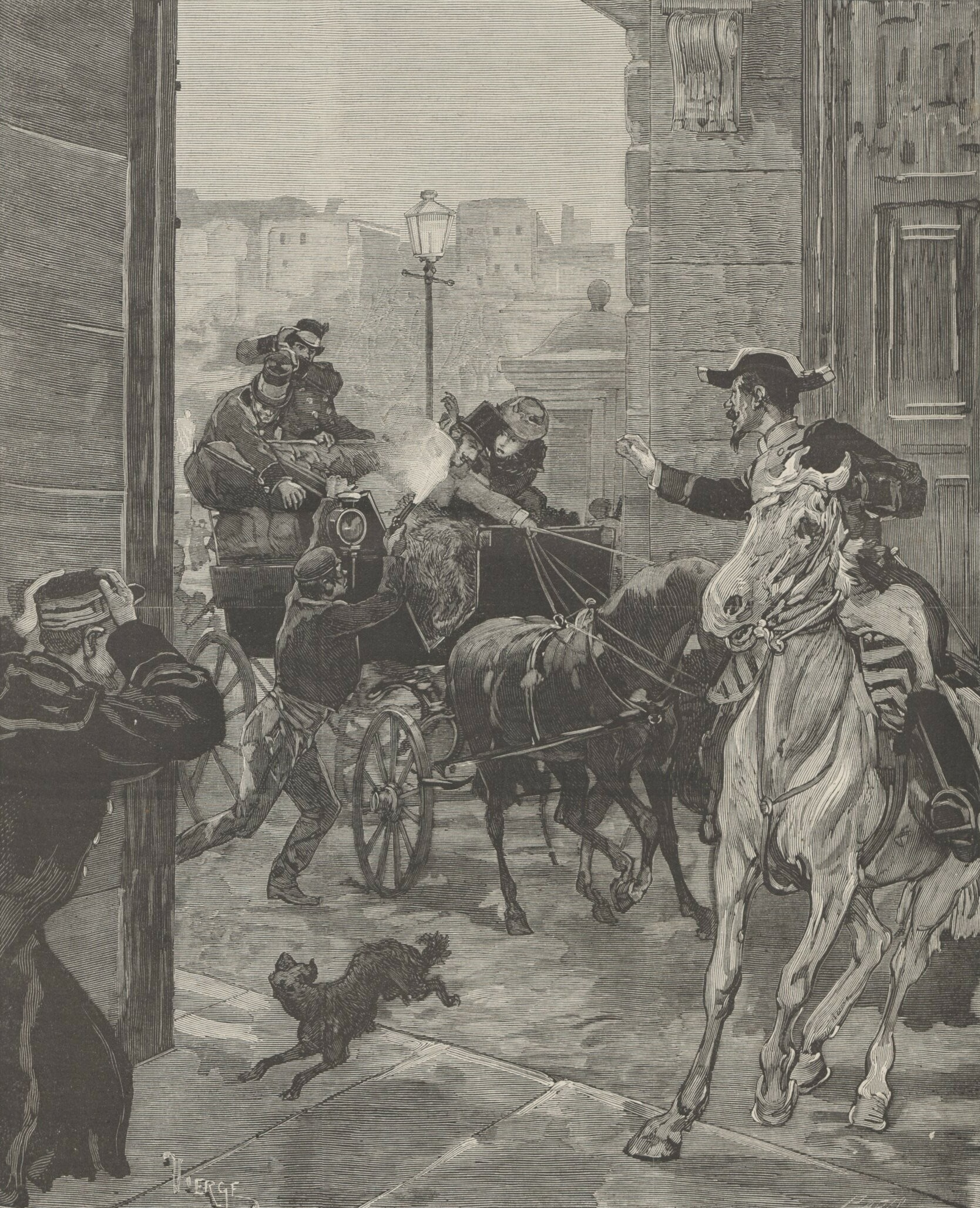
Atentado del 30 de diciembre de 1879 cometido por Francisco Otero (Le Monde Illustré (1880)

El segundo atentado tuvo lugar un año y dos meses después. El 30 de diciembre de 1879, cuando los monarcas volvían de pasear por el Retiro, Francisco Otero González, de 20 años, les disparó casi a quemarropa sin herirles. Otero, nacido en Lindín, provincia de Lugo, pero residente en Madrid, tenía una pastelería que apenas le daba para vivir a él y a su compañera, por lo que pensó en suicidarse, pero alguien le dijo que mejor que atentara contra el rey. Fue ejecutado mediante garrote vil el 14 de abril de 1880.
De nuevo la prensa anarquista europea se hizo eco del suceso, aunque esta vez se limitó a relatar lo ocurrido. La Revolte, que había sucedido a L'Avant-Garde después de su clausura por orden de las autoridades suizas, llegó a afirmar que si el atentado hubiera tenido éxito la monarquía en España habría caído. Según el historiador Juan Avilés Farré, este parece haber sido el propósito de los atentados contra el rey, que carecía de heredero: «crear un vacío de poder que propiciara un alzamiento republicano, que ellos [los anarquistas] tratarían de conducir hacia la revolución social».